# Campionato europeo maschile under 18 di calcio 2001
Il Campionato europeo Under-18 fu organizzato in Finlandia per tutti i calciatori nati dopo il 1º gennaio 1983. Fu l'ultima edizione col formato under-18, dal 2002 fu infatti sostituito con l'under 19.

## Squadre qualificate
- Belgio
- Rep. Ceca
- Danimarca
- Finlandia (Nazione ospitante)
- Polonia
- Spagna
- Ucraina
- Jugoslavia

## Gironi

### Gruppo A
| Squadre    | P | V | N | P | GF | GS | DR | Pts |
| ---------- | - | - | - | - | -- | -- | -- | --- |
| Rep. Ceca  | 3 | 3 | 0 | 0 | 8  | 3  | +5 | 9   |
| Jugoslavia | 3 | 2 | 0 | 1 | 10 | 6  | +4 | 6   |
| Ucraina    | 3 | 0 | 1 | 2 | 4  | 6  | -2 | 1   |
| Finlandia  | 3 | 0 | 1 | 2 | 6  | 13 | -7 | 1   |

| 21 luglio | Finlandia  | 1-1 | Ucraina    |
|           | Rep. Ceca  | 1-0 | Jugoslavia |
| 23 luglio | Finlandia  | 1-4 | Rep. Ceca  |
|           | Ucraina    | 1-2 | Jugoslavia |
| 25 luglio | Jugoslavia | 8-4 | Finlandia  |
|           | Ucraina    | 2-3 | Rep. Ceca  |

### Gruppo B
| Squadre   | P | V | N | P | GF | GS | DR | Pts |
| --------- | - | - | - | - | -- | -- | -- | --- |
| Polonia   | 3 | 2 | 1 | 0 | 8  | 4  | +4 | 7   |
| Spagna    | 3 | 2 | 0 | 1 | 5  | 5  | 0  | 6   |
| Belgio    | 3 | 1 | 1 | 1 | 4  | 4  | 0  | 4   |
| Danimarca | 3 | 0 | 0 | 3 | 2  | 6  | -4 | 0   |

| 22 luglio | Polonia   | 4-1 | Spagna    |
|           | Belgio    | 2-0 | Danimarca |
| 24 luglio | Spagna    | 1-0 | Danimarca |
|           | Polonia   | 1-1 | Belgio    |
| 26 luglio | Danimarca | 2-3 | Polonia   |
|           | Spagna    | 3-1 | Belgio    |

## Finale terzo posto
| 29 luglio 2001 | Jugoslavia | 2 – 6 [ referto] | Spagna |  |

## Finale
| 29 luglio 2001 | Rep. Ceca | 1 – 3 referto | Polonia |  |